# Oakley (Hampshire)
Pour les articles homonymes, voir Oakley.
Oakley est un village et une paroisse civile du Hampshire, en Angleterre. Il est situé dans le district de Basingstoke and Deane et comptait 5 322 habitants au moment du recensement de 2001.
Le village est peut-être le site de la bataille d'Aclea où le roi Æthelwulf du Wessex bat une armée viking en 851.